# Tuktoyaktuk
Tuktoyaktuk (Inuvialuktunul: Tuktuyaaqtuuq; jelentése: karibunak tűnő)  inuvialuit (nyugat-kanadai inuit) település az Északnyugati területek Inuvik régiójában, az Inuvik–Tuktoyaktuk országút északi végénél.
Tuktoyaktuk az északi sarkkörtől északra, a Jeges-tenger partján fekszik, emellett az egyetlen olyan, a Jeges-tenger partján fekvő, kanadai település, mely úton közvetlen összeköttetésben áll az ország többi részével.
A települést előzőleg Port Brabantként lehetett ismerni, amikor is 1950-ben átnevezték jelenlegi – őslakos eredetű – nevére.

## Története
Bár mindeddig leleteket nem találtak a környéken, a területet az inuvialuitok már évszázadok óta karibu-, illetve bálnavadászatra használhatták. Ezenfelül Tuktoyaktuk természetes kikötőjén keresztül szállíthattak ellátmányt más inuvialuit telepekhez.
A 19. század végén és a 20. század elején pusztító influenzajárványok végeztek Tuktoyaktuk (őslakos) lakosságának jelentős részével; a betegséget nagy valószínűséggel az északra látogató európaiak hurcolták be. Az elkövetkező években a dené nép tagjai és a Herschel-sziget lakosai vették birtokba a területet. 1937-ben már a Hudson-öböl Társaság által létesített kereskedelmi állomás állt itt.
1947-ben itt nyílt meg az inuit fiatalok kanadai társadalomba integrálódását, olvadását célzó iskolák egyike.

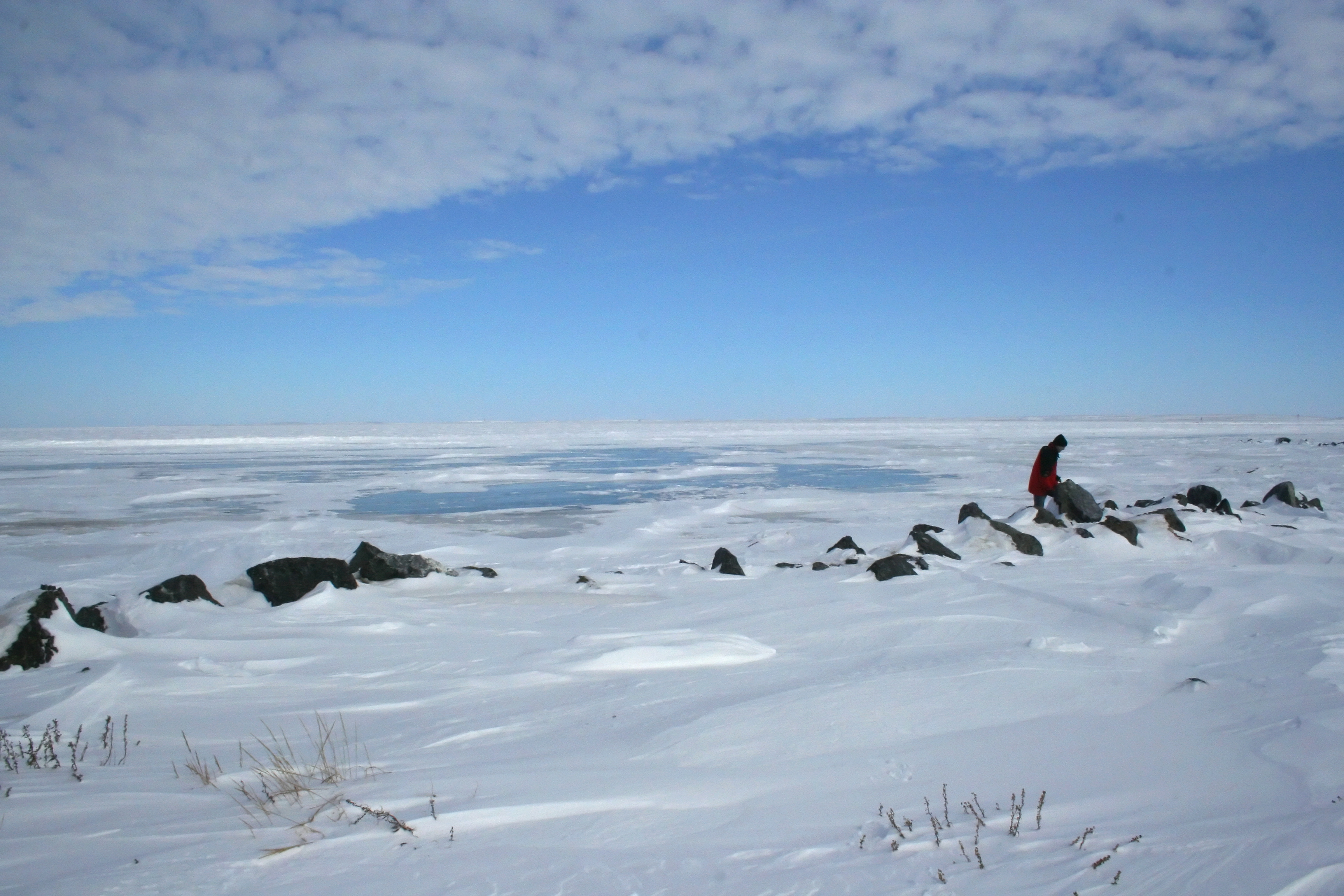
A Jeges-tenger télen

Az 1950-es évek elején rádiólokátorok épültek Kanada északi, sarkvidéki részein, beleértve Tuktoyaktukot is, a „Distant Early Warning Line” vagy másképpen „Early Warning Line” (magyarul körülbelül: Korai Figyelmeztetőrendszer) esetleges szovjet támadás elleni figyelmeztetőrendszer részeként.
Az 1970-80-as években a település a Beaufort-tengeren zajló kőolaj- és földgázlelőhely-feltárások egyik bázisa lett. Több e  – az 1973-as olajválságot követő – korban felépült ipari létesítmény látható a területen.
2010-ben jelentették be, hogy előzetes környezeti hatástanulmány fog készülni egy egész évben használható, Inuvikot és Tuktoyaktukot összekötő országúttal kapcsolatban. Az Inuvik–Tuktoyaktuk országút építése hivatalosan 2014. január 8-án kezdődött, és 2017. november 15-én fejeződött be.

## Elhelyezkedése

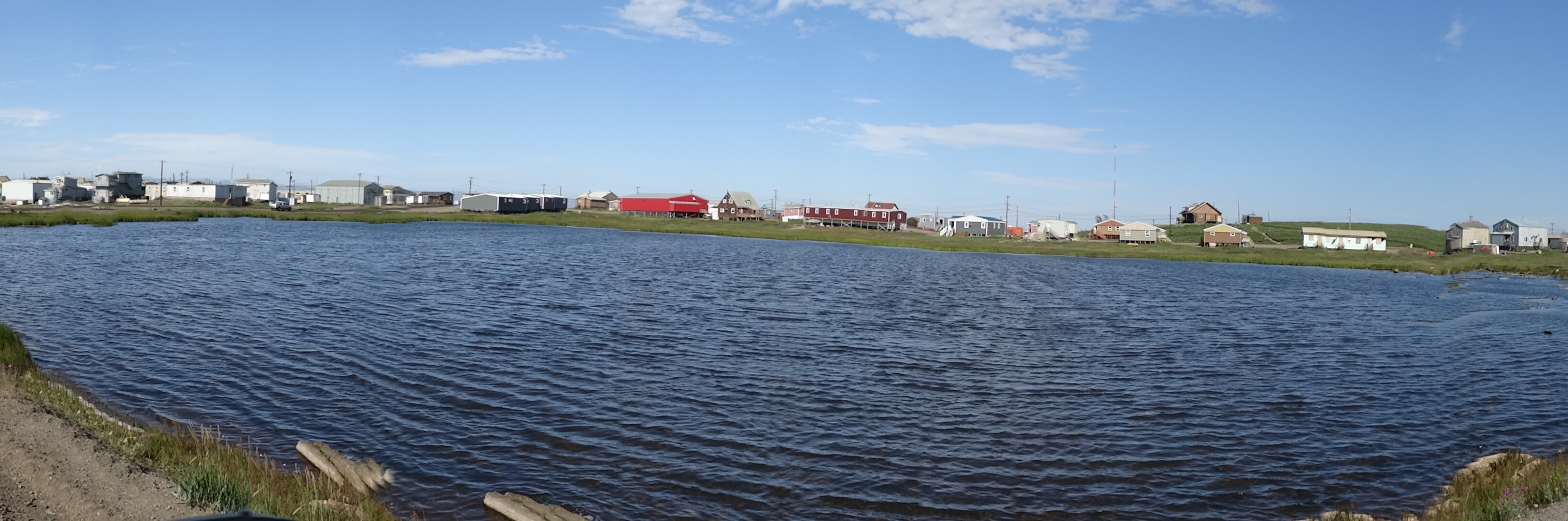
Tuktoyaktuk nyáron

Tuktoyaktuk a Kugmallit-öböl partján fekszik, a Mackenzie folyó deltájától nem messze. Területe 14 km2.

## Foglalkoztatottság
A helyiek számottevő része vadászással, halászással szerez magának élelmet. Ősszel a karibuk vadászata a jellemző, vadkacsák elejtése tavasszal és ősszel is gyakori; a halászat egész évben folyik, sokan gyűjtögetéssel, kaributartással is foglalkoznak.
Manapság azonban a lakosság legfőbb bevételi forrásává a turizmus és a fuvarozás vált. Az olaj-, illetve földgázipar is jelentős számú munkaerőt foglalkoztat a település lakosságához mérten.

## Népesség
A 2016. évi kanadai népszámlálás adatai szerint Tuktoyaktuk település lakossága 898 fő volt, amely 5,2%-os növekedést jelent a 2011. évi 854 főhöz képest. A népsűrűség 64,1 fő; a lakások száma 283 db. A település lakosságának nagy többsége kanadai őslakos (90,8%), ebből 88% inuit; 1,8% egyéb (dené, stb.), és 9,2% nem őslakos származású.

## Éghajlata
Tuktoyaktuk éghajlata még a szubarktikus kategóriába tartozik; a júliusi középhőmérséklet meghaladja a 10 °C-ot.
Mivel a Jeges-tenger ezen része az év jelentős részében fagyott, így a tenger mérséklő hatása korlátozott; rendkívül hideg teleket és rövid tavaszokat eredményezve. Emiatt az április átlagosan jóval hűvösebb októbernél, a május pedig szeptembernél.
A magas nyomású hideg levegőnek köszönhető, mely a település időjárását az év döntő többségében meghatározza, a kis mennyiségű, évi 200 mm alatti csapadék.
Mivel Tuktoyaktukot nem zárja el teljesen el teljesen semmilyen hegység az északi-amerikai kontinens legnagyobb részétől, ezért nyáron a hőmérséklet 20 °C fölé is emelkedhet, a környező vizek hűtő hatása ellenére. A településen eddig mért legmagasabb hőmérséklet 29,4 °C volt.

## Közlekedés
A Tuktoyaktuk/James Gruben Repülőtér köti össze légi úton a települést Inuvikkal.
Az Inuvik–Tuktoyaktuk országút 2017-es megnyitása előtt Inuvikot szárazföldön csak a téli időszakban lehetett elérni.

## Fordítás
Ez a szócikk részben vagy egészben  a   Tuktoyaktuk című angol Wikipédia-szócikk ezen változatának fordításán alapul.  Az eredeti cikk szerkesztőit annak laptörténete sorolja fel. Ez a jelzés csupán a megfogalmazás eredetét és a szerzői jogokat jelzi, nem szolgál a cikkben szereplő információk forrásmegjelöléseként.